# 브레멘 중앙역
브레멘 중앙역(독일어: Bremen Hauptbahnhof)은 독일 북서부 브레멘시에 있는 기차역이다. 브레멘 시와 주 모두에서 가장 중요한 기차역이다. 인터시티익스프레스(InterCityExpress), 인터시티(Intercity), 유로시티(EuroCity), 시티나이트라인(CityNightLine) 및 DB 나히트추크(NachtZug) 서비스는 도심의 북동쪽에 위치한 역에서 정차한다. 기차 서비스는 도이치반, 도르트웨스트반, 메트로놈 및 에릭스(Erixx)에서 운영한다.

## 역사
브레멘의 첫 번째 기차역은 1847년 하노버행 노선이 있던 오늘날의 역 자리에 개업했다. 나중에 페게작 (브레멘-페게작-브레멘 노선), 브레머하펜 (당시에는 베제뮌데, 브레멘-브레머하펜 노선), 올덴부르크 및 윌첸 (윌첸-랑베델 철도)로 이어지는 노선이 역에 연결되었다. 1870년, 쾰른-만데너 아이젠반, 바네아이켈-함부르크 노선 (롤반), 이전 역이 추가 롤반 교통에 대처할 수 없었기 때문에 이전 역에서 북쪽으로 몇백 미터 떨어진 또 다른 역을 건설했다. 결국, 단일 역이 더 낫다고 결정되어 오늘날의 역은 디드릭 사무엘 크로프와 칼 돕마이어의 조각품으로 후베르트 슈티어의 계획에 따라 1886년부터 1891년까지 지어졌다. 1907년에는 트랙이 추가되었다. 역사 홀은 전쟁 피해와 현대화로 인해 여러 번 리모델링되었지만, 기본 윤곽은 여전히 1880년대 원래 건물과 유사하다.
역 홀은 1990년대 후반과 2000년대 초반에 완전히 개조되어 이전에 분리되었던 두 개의 승객 터널을 하나의 중앙홀로 통합했다. 1973년부터 기념물 보호법에 의해 보호받고 있다. 그러나 역의 플랫폼은 부분적으로만 개조되었지만, 2008년부터 1,260만 유로에 개조될 것으로 예상된다.

## 운행편
다음 서비스는 현재 역에서 정차한다:
- 인터시티 익스프레스 서비스(ICE 10) 올덴부르크 - 브레멘 - 하노버 - 베를린
- 인터시티 익스프레스 서비스(ICE 25) 브레멘 - 하노버 - 카셀 - 뷔르츠부르크 - 뮌헨
- 인터시티 익스프레스 서비스(ICE 42) 함부르크 - 브레멘 - 뮌스터 - 도르트문트 - 부퍼탈 - 쾰른 - 프랑크푸르트 - 슈투트가르트 - 울름 - 뮌헨
- 유로시티 서비스(EC 7) 함부르크 - 브레멘 - 뮌스터 - 도르트문트 - 뒤셀도르프 - 쾰른 - 본 - 카를스루에 - 프라이부르크 - 바젤 - 취리히
- 시외 서비스(IC 30) 함부르크 - 브레멘 - 뮌스터 - 에센 - 뒤셀도르프 - 쾰른 - 본 - 슈투트가르트
- 시외 서비스(IC 31) 함부르크 - 브레멘 - 뮌스터 - 도르트문트 - 부퍼탈 - 쾰른 - 본 - 프랑크푸르트
- 시외 서비스(IC 56) 노르트다이히 – 엠덴 - 올덴부르크 - 브레멘 - 하노버 - 브라운슈바이크 - 마그데부르크 - 라이프치히 - 드레스덴
- 지역 서비스RE 1 북쪽 제방 - 엠덴 - 올덴부르크 - 브레멘 - 니엔부르크 - 하노버
- 지역 서비스RE 4 브레멘 - 로텐부르크 - 부흐홀츠 - 함부르크
- 지역 서비스RE 8 브레머하펜-레헤 - 브레멘 - 니엔부르크 - 하노버
- 지역 서비스RE 9 브레머하펜-레헤 - 브레멘 - 오스나브뤼크
- 지역 서비스RB 37 하이데스프린터 브레멘 - 솔타우 - 울젠
- 지역 서비스RB 41 브레멘 - 로텐부르크 - 토스테트 - 부흐홀츠 - 함부르크
- 지역 서비스RB 58 오스나브뤼크 - 브람쉐 - 베히타 - 델멘호르스트 - 브레멘
- 브레멘 S-반 서비스 브레멘-파르게 - 브레멘-베게작 - 브레멘 - 버덴RS1
- 브레멘 S-반 서비스 브레머하펜-레헤 – 샴벡 - 브레멘 - 트비슈트링겐RS2
- 브레멘 S-반 서비스 바트 츠비세난 - 올덴부르크 - 델멘호르스트 - 브레멘RS3
- 브레멘 S-반 서비스 노르덴함 – 후데 – 델멘호르스트 – 브레멘RS4

## 운행 이용
역에는 하루에 100대의 장거리 열차와 410대의 지역 열차가 있다. 하루에 약 100,000명의 승객이 역을 이용한다. 역에는 9개의 플랫폼 트랙이 있으며, 그중 7개는 역 홀에 있다. 홀에는 2개의 선로가 화물 운송을 위한 통과선로 역할을 한다. 역은 1964년부터 전기화되었으며 1990년대 후반에 완전히 현대화되었다. 분리되어 있던 여객 지하철과 우편 지하철이 하나로 연결되어 역의 지하철은 이제 쇼핑몰과 같은 다양한 상점과 식품관이 있다. 플랫폼도 부분적으로 현대화되었으며(대부분의 남쪽 방향 장거리 교통을 운반하는 플랫폼 5와 6) 리프트가 설치되었다.
기차는 일반적으로 다음에서 출발한다.
- 트랙 1 - 오스나브뤼크 (바네아이켈-함부르크 라인)
- 트랙 2 - 올덴부르크 (올덴부르크–브레멘 라인), 노르덴함 (후드–블렉센선)
- 트랙 5 - World, 하노버 (브레멘 – 하노버 노선)
- 트랙 6 - 브레머하펜 (브레멘-브레머하펜 라인)
- 트랙 7 - 오스나브뤼크 (인터시티), Diepolz (바네아이켈-함부르크선)
- 트랙 8 - 함부르크 (바네아이켈-함부르크 라인), 윌첸 (윌첸–랑베델선)
- 트랙 9 - 함부르크 (메트로놈, 바네아이켈-함부르크 라인)
- 트랙 10 - 로텐부르크 (바네아이켈-함부르크 라인)

역은 BSAG에서 운영하는 브레멘 트램웨이 네트워크와 메인 홀 앞에 있는 대형 6트랙 트램 정류장으로 연결되어 있다.

## 장식
파사드의 조각품은 다른 철도 관련 상징물 중에서도 노선의 원래 목적지인 브레멘과 함부르크 시의 문장을 묘사한다.
역의 메인 홀 내부에는 1950년대로 거슬러 올라가 도시 항구의 풍경을 보여주는 대형 벽화 가 있다. 1970년대에 건식 벽체를 제거하고 역 안내판을 그 위에 놓으면서 잊혀져 갔지만, 역의 가장 최근의 내부 수리로 조심스럽게 개조되어 이제 다시 대중에게 공개된다.